# 哈弗尔塞
哈弗尔塞（德語：Havelsee，發音：[ˈhaːfl̩ˌzeː] ⓘ）是德国勃兰登堡州波茨坦-米特尔马克县的城市，面积81.97平方千米，2023年12月31日人口为3,212人。